# Onthophagus anomalipes
Onthophagus anomalipes là một loài bọ cánh cứng trong họ Bọ hung (Scarabaeidae).